# Klížska Nemá
Klížska Nemá este o comună slovacă, aflată în districtul Komárno din regiunea Nitra. Localitatea se află la altitudinea de 111 m deasupra n.m., se întinde pe o suprafață de 11,95 km2 și în 2017 număra 490 de locuitori. Se învecinează cu Nagyszentjános, Gönyű, Veľké Kosihy și Trávnik.

## Istoric
Localitatea Klížska Nemá este atestată documentar din 1268.

## Demografie
| An:                | 1994 | 2004   | 2014   | 2024    |
| ------------------ | ---- | ------ | ------ | ------- |
| Număr de persoane: | 591  | 546    | 496    | 426     |
| Diferență:         |      | −7,61% | −9,15% | −14,11% |

| An:                | 2023 | 2024   |
| ------------------ | ---- | ------ |
| Număr de persoane: | 429  | 426    |
| Diferență:         |      | −0,69% |